# Einheits-PKW der Wehrmacht
| Einheits-PKW                          | Einheits-PKW                                            | Einheits-PKW                          | Einheits-PKW                |
| ------------------------------------- | ------------------------------------------------------- | ------------------------------------- | --------------------------- |
|                                       | le.E.PKW                                                | m.E.PKW                               | s.E.PKW                     |
| Hersteller:                           | Stoewer, BMW, Hanomag                                   | Auto Union AG, Opel                   | Auto Union AG, Ford         |
| Produktionszeitraum:                  | 1936–1942                                               | 1937–1943                             | 1938–1941                   |
| Technische Daten                      |                                                         |                                       |                             |
| Länge:                                | 390 cm                                                  | 470 cm                                | 484 cm                      |
| Breite:                               | 169 cm                                                  | 186 cm                                | 200 cm                      |
| Höhe:                                 | 190 cm                                                  | 207 cm                                | 204 cm                      |
| Zulässiges Gesamtgewicht:             | 2,2 t                                                   | 3 t                                   | 4 t                         |
| Nutzlast:                             | 500 kg                                                  | 600 kg (Funkwagen 980 kg)             | 1.000 kg (Typ 40 1.100 kg)  |
| Bodenfreiheit:                        | 23,5 cm                                                 | 24 cm                                 | 25 cm                       |
| Spurweite:                            | 140 cm                                                  | 140 cm                                | 160 cm                      |
| Radstand:                             | 240 cm                                                  | 300 cm                                | 280 cm                      |
| Motorisierung: (sämtlich Ottomotoren) | Stoewer „R 180W“ 1,8-Liter-Vierzylinder-Reihe, 42/43 PS | Horch „830“ 3,5-l-V8, 80 PS           | Horch „830“ 3,5-l-V8, 80 PS |
| alternativ:                           | Stoewer „AW 2“ 2-Liter-Vierzylinder-Reihe, 48-50 PS     | Horch „830“ 3,8-l-V8, 90 PS           | Horch „830“ 3,8-l-V8, 90 PS |
| alternativ:                           | BMW-„325“ 2-Liter-Sechszylinder-Reihe, 50 PS            | Opel 3,6-Liter-Sechszyl.-Reihe, 68 PS | Ford 3,6L-V8, 78 PS         |
| alternativ:                           | Hanomag „20 B“ 2-Liter-Vierzyl.-Reihe, 48-50 PS         | -                                     | -                           |
| Reichweite:                           | 400 km                                                  | 400 km                                | -                           |

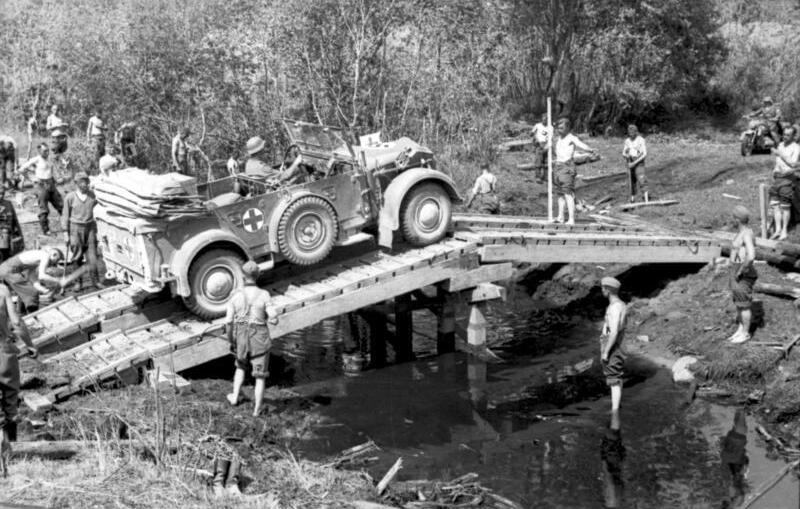
Mittlerer geländegängiger PKW, erste Ausführung mit Reserverädern außen

Einheits-PKW der Wehrmacht wurden, zeitlich gestaffelt von 1936 bis 1943, in drei Varianten als leichte, mittlere und schwere Einheits-PKW (hauptsächlich) an das Heer geliefert. Mit ihnen sollten die bis dahin von der Reichswehr und Wehrmacht beschafften zivilen Fahrzeuge mit Hinterradantrieb durch Typen ersetzt werden, die mit Allradantrieb und teilweise auch Allradlenkung den Anforderungen des Militärs auf Geländegängigkeit besser entsprachen. Zusätzlich sollten mit der Standardisierung der Fahrzeuge bzw. deren Komponenten Ausbildung, Nachschub sowie Wartung und Reparaturen vereinfacht werden. Keines dieser Ziele wurde erreicht.

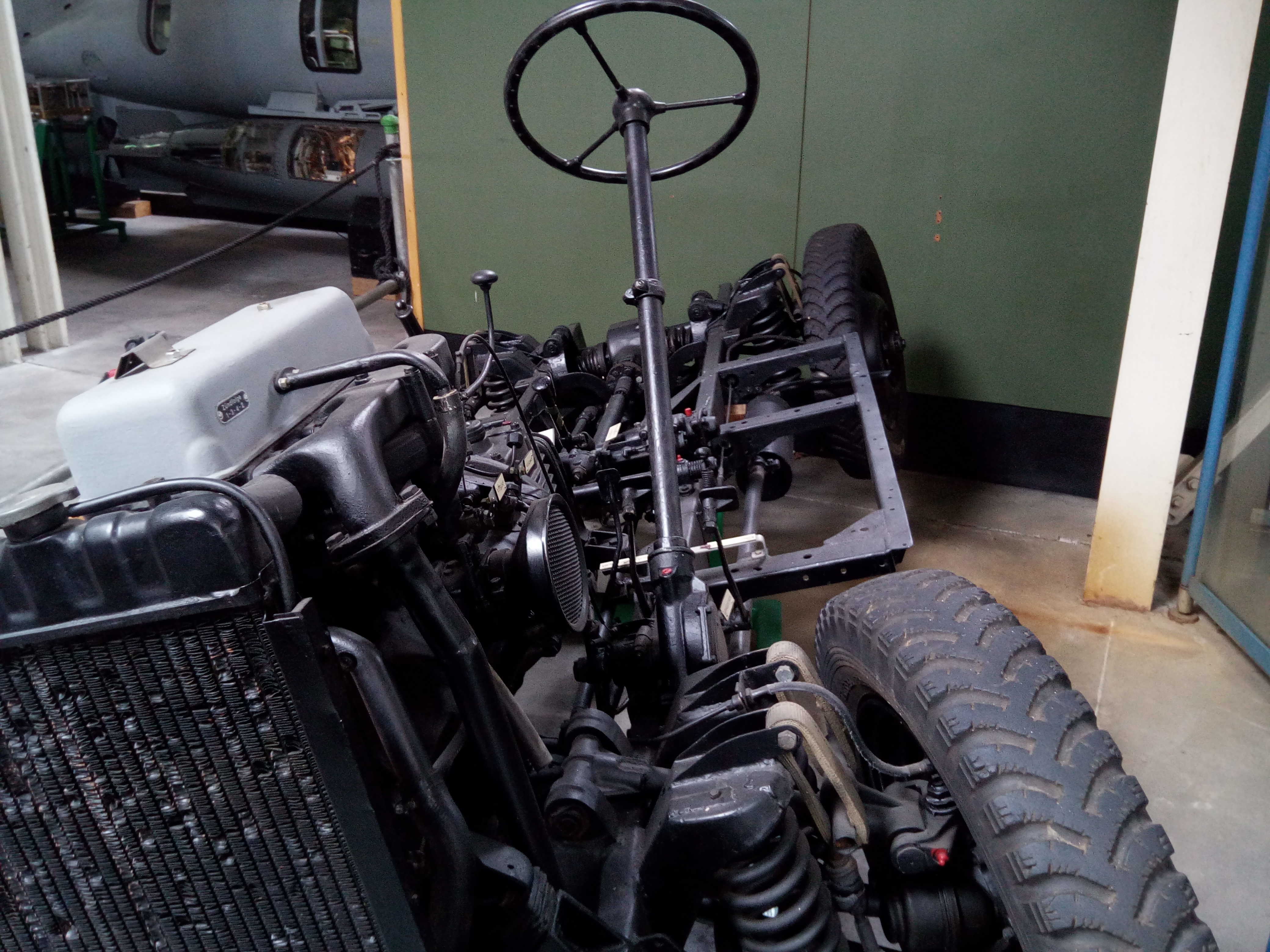
Fahrgestell eines leichten Einheits-Pkw in der Wehrtechnischen Studiensammlung in Koblenz

## Geschichte
Die Motorisierung von Reichswehr und Wehrmacht wurde anfänglich vor allem durch die Beschaffung ziviler PKW-Modelle unterschiedlicher Hersteller und Baumuster getragen, die für den militärischen Einsatz modifiziert wurden. Im Jahr 1933 wurde eine Klassifizierung der vorhandenen Fahrzeuge durchgeführt: leichte Pkw (bis zu 1,5 Liter Hubraum), mittlere Pkw (1,5-3 Liter Hubraum) und schwere Pkw mit über 3 Liter Hubraum. Schon 1934 fiel die Entscheidung, zukünftig diese Klassen mit speziellen militärischen Fahrgestellen zu ersetzen. Die offene Aufrüstung der Wehrmacht ab dem Jahr 1935 zielte deshalb auf die Ausstattung der motorisierten Einheiten mit neuen Fahrzeugen. Denn zum einen genügten die vorhandenen Fahrzeuge in Bezug auf ihre Geländegängigkeit und Haltbarkeit den militärischen Ansprüchen nicht und zum anderen war durch die Vielzahl von Herstellern und Modellen, oft sogar verschiedene Entwicklungsstufen eines Modells, die Versorgung mit Ersatzteilen logistisch sehr aufwändig.
Nach der Machtergreifung der NSDAP standen die finanziellen Mittel für die Motorisierung reichlicher zur Verfügung und ab 1934 wurde ein Entwicklungsprogramm für Einheitsfahrgestelle angestoßen. Angestrebt wurden dabei höchstmögliche Geländegängigkeit, weitgehende Vereinheitlichung der Teile und die Anwendung neuester kraftfahrzeugtechnischer Entwicklungen, um die Fahrzeuge über einen langen Zeitraum ohne Änderungen von Teilen produzieren zu können. Geplant wurde die Entwicklung von Modellen für die 1933 festgelegten neuen drei Klassen:
- leichter geländegängiger Personenkraftwagen (le. gl. PKW.)
- mittlerer geländegängiger Personenkraftwagen (m. gl. PKW.)
- schwerer geländegängiger Personenkraftwagen (s. gl. PKW.)

Für alle Typen sah man unter anderem Allradantrieb und Einzelradaufhängung vor, teilweise sogar Allradlenkung. Dazu sollten vornehmlich einheimische Rohstoffe verwendet werden, im Sinne des Vierjahresplans 1936–1940. Die Entwürfe der einzelnen Fahrzeuge wurden durch das Heereswaffenamt erarbeitet, das die Fertigungsaufträge an Kraftfahrzeughersteller mit entsprechenden Fertigungskapazitäten vergab. Wegen der geringen Leistungsfähigkeit der deutschen Automobilindustrie war allerdings keiner der Hersteller in der Lage, die geforderten Mengen allein zu liefern. Daher wurden verschiedene Firmen mit der Produktion beauftragt: BMW (Werk Eisenach), Hanomag (Hannover), Stoewer (Stettin), Opel (Werk Brandenburg), Ford-Werke (Köln) und die Auto Union AG (Chemnitz) – hier mit dem Werk Horch (Zwickau) und dem Werk Siegmar (vorher Wanderer). Die teils von Ambi-Budd (Berlin-Johannisthal) zugelieferten Karosserien waren bei allen Herstellern identisch, während Motoren, Getriebe und andere Teile aus der Serienfertigung der jeweiligen Fahrzeugproduzenten stammten und daher entgegen der ursprünglichen Planung nicht standardisiert waren. So musste z. B. im mittleren Einheits-PKW der Rahmen geändert werden, um dort den längeren Opel-Sechszylinder-Reihenmotor verwenden zu können.
Das Werk Horch der Auto Union AG entwarf auf Basis des vorhandenen „Einheitsfahrgestells I“ mit Heckmotor (Typ Horch 801 mit 75-PS-Motor bzw. 801v mit 90 PS) und 2,8 m Radstand, das bereits in den leichten Panzerspähwagen Sd.Kfz. 221 und Sd.Kfz. 222 verwendet wurde, das „Einheitsfahrgestell II“ (Typ Horch 108/75-PS-Motor bzw. 108v/90 PS) mit 3 m Radstand und Frontmotor.
Der leichte geländegängige PKW wurde 1936 von Stoewer (R 180 Spezial) erstmals vorgestellt. Ab 1937 wurden die leichten und mittleren, ab 1938 dann auch die schweren Einheits-PKW an die Wehrmacht ausgeliefert. Schnell zeigten sich die Schwächen der Konstruktionen. Die aufwendigen Konzepte verursachten hohe Kosten in der Fertigung. Auch waren die Kapazitäten der Hersteller beschränkt, die (teilweise dadurch) nicht imstande waren, genügend Fahrzeuge zu liefern, um alle Planstellen zu erfüllen. Die Wehrmacht war weiter zu 60 % auf handelsübliche zivile PKW, die für Militärzwecke umgebaut wurden, wie z. B. Mercedes-Benz 170 V, Opel Kadett und Admiral sowie auf die euphemistisch als „Ergänzungsfahrzeuge“ bezeichneten requirierten bzw. erbeuteten Zivilwagen angewiesen – mit allen damit einhergehenden Nachteilen bezüglich Ausbildung, Wartung und Instandsetzung.
Auch die ab 1940 aufgrund des Rationalisierungs-Programms von General von Schell vorgenommenen Vereinfachungen an Fahrgestell und Karosserie – bei den mit dem Zusatz „Typ 40“ bezeichneten Fahrzeugen entfielen u. a. die komplizierte Allradlenkung (leichte und schwere PKW) sowie die zwei an der Außenseite mittig angebrachten Reserveräder (ein Rad wurde nunmehr innen verstaut; mittlere und schwere PKW) – konnten einige grundlegende Probleme nicht vollständig beheben. Wie Befragungen im Mai 1942 bei an der Ostfront eingesetzten Truppenteilen ergaben – wurden die Einheits-PKW als weitgehend ungeeignet für den harten Einsatz auf dem dortigen Kriegsschauplatz eingeschätzt. Bei allen Typen wurde neben der komplexen Bauweise vor allem der starke Verschleiß bemängelt, der durch die im Felde mangelhafte und oft nicht mögliche Wartung mit verursacht wurde. Ein weiterer Kritikpunkt war das hohe Leergewicht, das einen entsprechend hohen Kraftstoffverbrauch zur Folge hatte und im Geländeeinsatz häufig zu Brüchen an Rahmen und Radaufhängungen führte. Bei dem mittleren Einheits-PKW wurde versucht, diese Probleme mit einer 1942 ausgegebenen Anweisung an die Truppen zur feldmäßigen Verstärkung der Achsen und dem Einbau von Zusatzfedern zu beheben.
Mit dem verstärkten Zulauf von VW-Kübel- bzw. Schwimmwagen, den Steyr 1500 sowie den anderen auf 1,5-to-Lkw-Fahrgestellen basierenden Fahrzeugen wurde der Bedarf an Einheits-Pkw ständig geringer und typenabhängig konnte deren Produktion in den Jahren 1941 bis 1943 eingestellt werden.

## Typen

### Leichter geländegängiger PKW

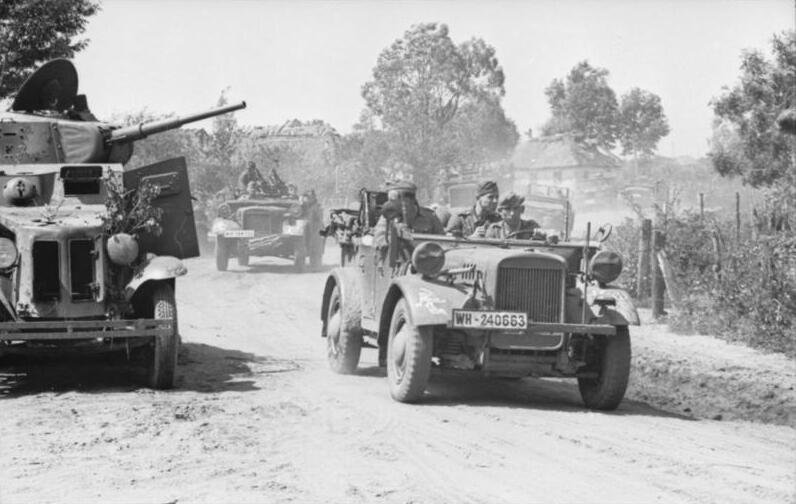
Leichter geländegängiger PKW. Am linken Rand ein Panzerwagen vom Typ BA-10 der Roten Armee

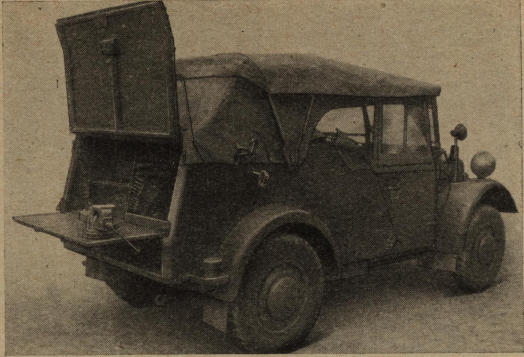
Leichter Einheits-Pkw als kl.Instandsetzungskraftwagen (Kfz.2/40)

Basierend auf dem für drei Hersteller vereinheitlichten Fahrgestell mit standardisierter Bordelektrik (Einheitsfahrgestell für l.Pkw), welches federführend von den Stoewer-Werken in Stettin entwickelt worden war, entstand der kleinste Einheits-Pkw. Während Stoewer in Stettin, BMW im Werk Eisenach und Hanomag in Hannover Fahrgestelle mit eigenen Motoren produzierten, lieferten Karosseriehersteller (hauptsächlich Ambi-Budd in Berlin) den standardisierten Aufbau.
Die Varianten waren: ein leichter geländegängiger Personenkraftwagen (Kfz. 1), ein Nachrichtenkraftwagen bzw. Funkkraftwagen (beide als Kfz. 2), ein kleiner Instandsetzungskraftwagen (Kfz. 2/40), ein leichter Meßtruppkraftwagen (Kfz. 3) und ein Truppenluftschutzkraftwagen (Kfz. 4) mit einem 7,92-mm-Zwillings-MG und eine spezielle Ausführung für die Gebirgsjäger mit einer von 1,4 m auf 1,25 m verringerten Spurweite.
Die frühe Ausführung des Fahrzeugs hatte durchgängig Allradlenkung und mechanische Seilzug-Bremsen. Bis 1940 wurden von dem Typ BMW 325 mit einem Sechszylinder mit 1.957 cm³ und 50 PS 3225 Stück produziert und vom Typ Hanomag 20B mit einem Vierzylinder mit 1991 cm³ und 50 PS 1722 Stück. Stoewer verbaute anfangs in etwa 1000 Fahrzeugen vom Typ R 180 Spezial einen Vierzylinder mit 1757 cm³ und 42 PS, dieser wurde 1938 im Typ R 200 Spezial von einem Vierzylinder mit 1997 cm³ und 50 PS ersetzt. Von diesem Modell wurden dann bis 1940 etwa 2000 Stück gebaut.
Der Entwurf zeigte schon kurz nach der Einführung viele Schwachstellen, wie Brüche in den mechanischen Teilen und ein gefährliches Fahrverhalten ab einer Geschwindigkeit von 25 km/h. Man war gezwungen, die Konstruktion deutlich zu überarbeiten, wobei das „Einheitsfahrgestell für l. PKW Typ 40“ entstand. Nach Kriegsbeginn hatten Hanomag und BMW keine Kapazitäten für die Fertigung dieses Fahrzeugs mehr und bis 1943 war Stoewer alleiniger Hersteller des „Typs 40“. Dieser verbesserte Einheits-Pkw verzichtete auf die Allradlenkung und erhielt neben einer Zentralschmierung noch eine dringend erforderliche hydraulisch betätigte „Öldruckbremse“. Die Karosserie wurde nun auch von Stoewer gefertigt. Äußerlich erkennbar ist diese Variante an einem zusätzlichen Kühlerschutz aus gebogenen Flachstahl. Die letzten Fahrzeuge erhielten Türen mit querlaufenden Verstärkungssicken.
In Summe wurden von allen drei Herstellern etwa 17.500 Fahrzeuge gefertigt. Die Wagen hatten ein Leergewicht von 1775 kg (ohne Allradlenkung 1700 kg).

### Mittlerer geländegängiger PKW

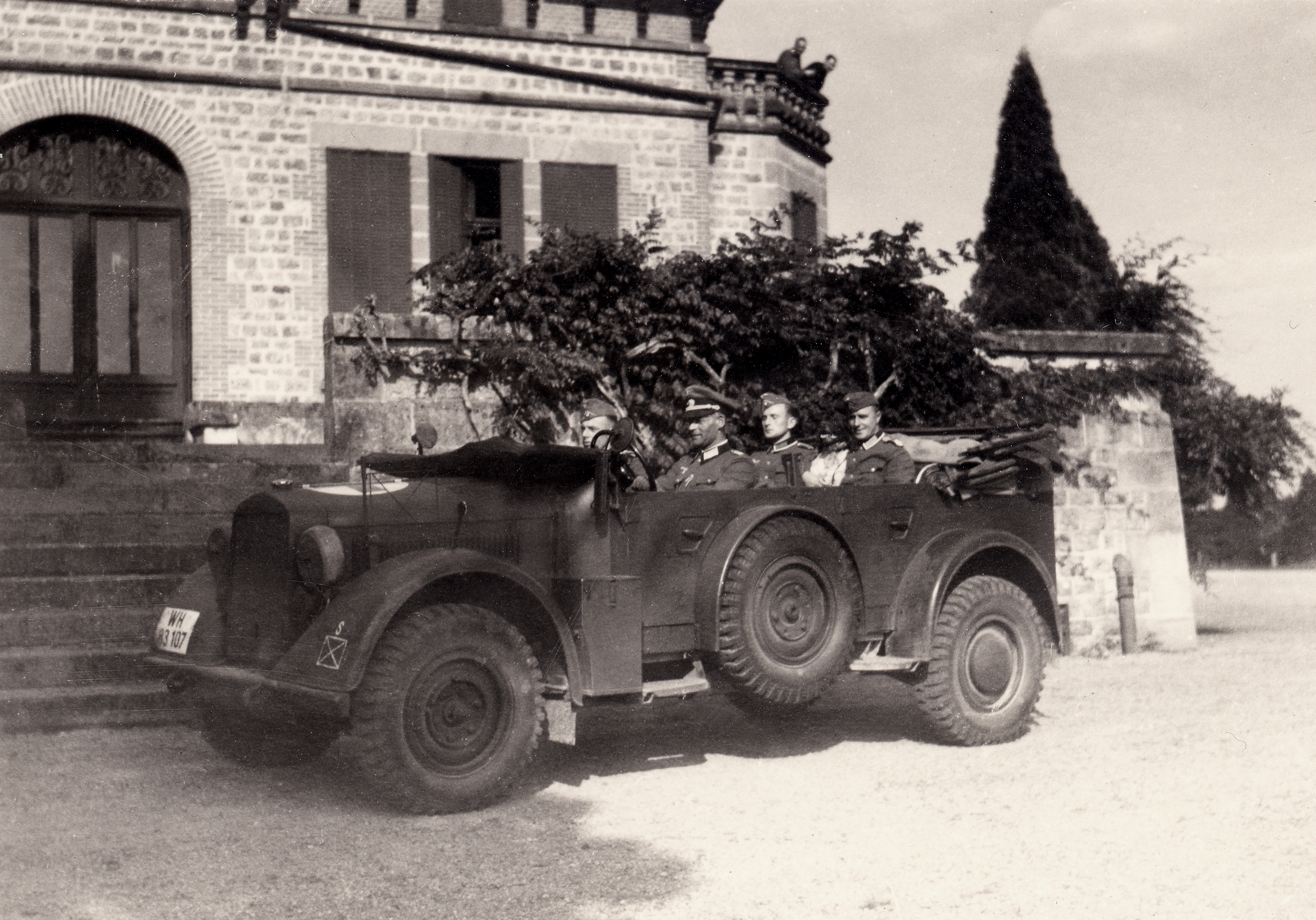
Mittlerer Einheits-Pkw bei der 134. ID

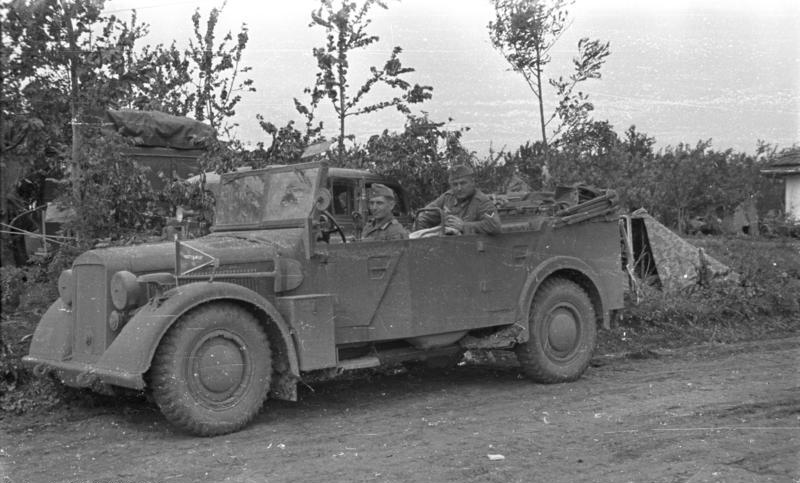
Mittlerer geländegängiger PKW („Typ 40“ mit Reserverad innen)

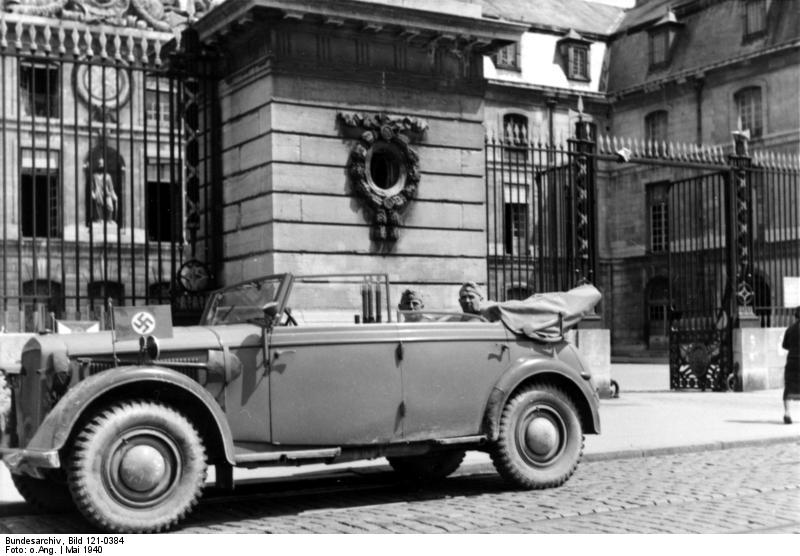
Mittlerer Einheits-Pkw als Kommandeurs-Cabriolet

Der mittlere geländegängige Pkw wird zumeist mit dem Namen Horch in Verbindung gebracht. Wenig bekannt ist, dass auch dieses Einheitsfahrzeug zwei weitere Hersteller hatte. Das Werk Horch der Auto Union AG in Zwickau entwickelte ein relativ konservatives Fahrzeug mit Allrad-Antrieb und nutzte viele bereits erprobte Bauteile. Wiederum lag die Standardisierung nur in der Verwendung eines einheitlichen Fahrgestells mit einem zugelieferten Aufbau.
Die frühen Fahrzeuge von 1937 bis 1940 baute die Auto Union AG im Zwickauer Werk Horch als Horch 901 sowie im Werk Siegmar als Wanderer 901. Das ehemalige Wanderer-Fahrzeugwerk in Siegmar war von der Auto Union AG gepachtet. Die Aufbauten stammten von den Berliner Firmen Ambi-Budd und Gaubschat. Beide Werke verbauten einen V8-Motor des Horch 830 mit 3517 cm³ und 80 PS (Höchstgeschwindigkeit 115 km/h). Die Fahrzeuge hatten ein Leergewicht von 2700 kg (als offener Horch-Kommandeurswagen 3080 kg).
Die Varianten waren: mittlerer geländegängiger Personenkraftwagen (Kfz. 12), Nachrichten- bzw. Funkkraftwagen (beide als Kfz. 15), mittlerer Meßtrupp-Kraftwagen (Kfz. 16), Vorwarner-Kraftwagen (Kfz. 16/1), Fernsprech-Betriebskraftwagen/Rundfunkaufnahme-Kraftwagen/Kabelmess-Kraftwagen (alle als Kfz. 17), Funkkraftwagen (Kfz. 17/1), sechssitziger geländegängiger Pkw bzw. geländegängiger Kommandeurswagen als Cabriolet (beide als Kfz. 21).
Als Lieferanten für die Aufbauten werden unter anderem folgende Firmen genannt: Ambi-Budd und Gaubschat (beide Berlin), Minnameier (Nürnberg), Gläser (Dresden, Cabriolet-/Kofferaufbauten) sowie Schumann (Werdau, Kofferaufbauten).
Wie auch der leichte Typ wurde der mittlere Einheits-Pkw 1940 überarbeitet. Hier war jedoch wohl weniger die technische Unzulänglichkeit als mehr eine kriegsbedingte Produktionsvereinfachung ursächlich gewesen. Die vereinfachte Ausführung ist leicht dadurch zu identifizieren, dass die seitlich drehfähig montierten Reserve- bzw. Stützräder fehlen. Nur ein Reserverad wurde bei diesem Typ hinter dem Fahrer gelagert. Insgesamt gewannen die Fahrzeuge dadurch an Platz im Innenraum.
Für den verbesserten mittleren Einheits-Pkw „Typ 40“ kam als zusätzlicher Hersteller Opel mit seinem Lkw-Werk in Brandenburg/Havel hinzu. Die Grundtypen waren nun der Horch 901 „Typ 40“ mit einem 3,5-Liter-V8-Motor und 80 PS (1940–1942), das Horch 901 Cabriolet mit einem 3,8-Liter-V8-Motor und 90 PS (1940-1942 ca. 50 bis 100 Stück), der Wanderer 901 „Typ 40“ mit dem 3,5-Liter-V8-Motor und 80 PS (1940–1941), der Wanderer 901 „Typ 40“ mit einem Opel 3,5-Liter-Sechszylindermotor und 68 PS (1942–1943) und der Opel Typ mPl mit einem 6-Zylinder mit 3626 cm³ und 68 PS (1940–1943). Hierbei stammten die ab 1942 im Wanderer 901 „Typ 40“ verwendeten Sechszylindermotoren aus dem Opelwerk Brandenburg, das auch den 3-Tonner-Blitz-Lkw für die Wehrmacht baute.
Die Produktionszahlen liegen für beide Typen bei 14.902 Fahrzeugen aus dem Werk Horch (Zwickau) und 12.298 aus dem Werk Siegmar (früher Wanderer). Die Zahlen für die Produktion im Opelwerk Brandenburg werden auf mehrere tausend Stück geschätzt.

### Schwerer geländegängiger PKW

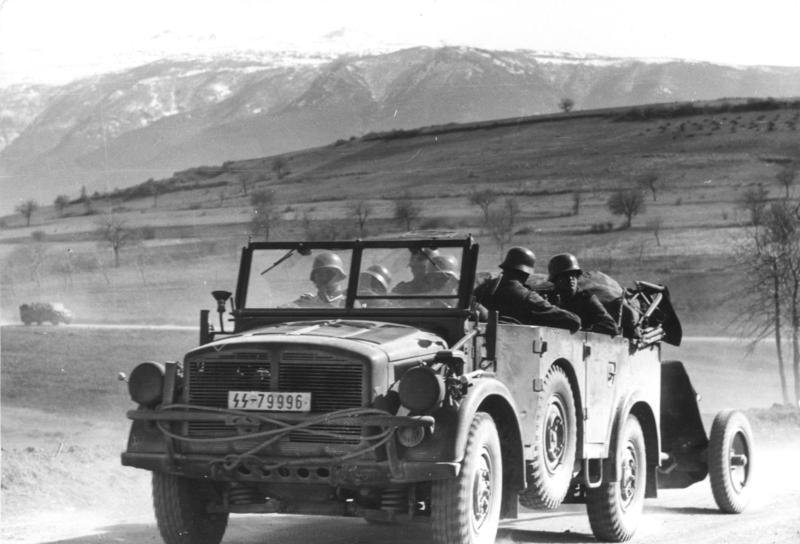
Schwerer geländegängiger PKW, erste Ausführung mit Reserverädern außen

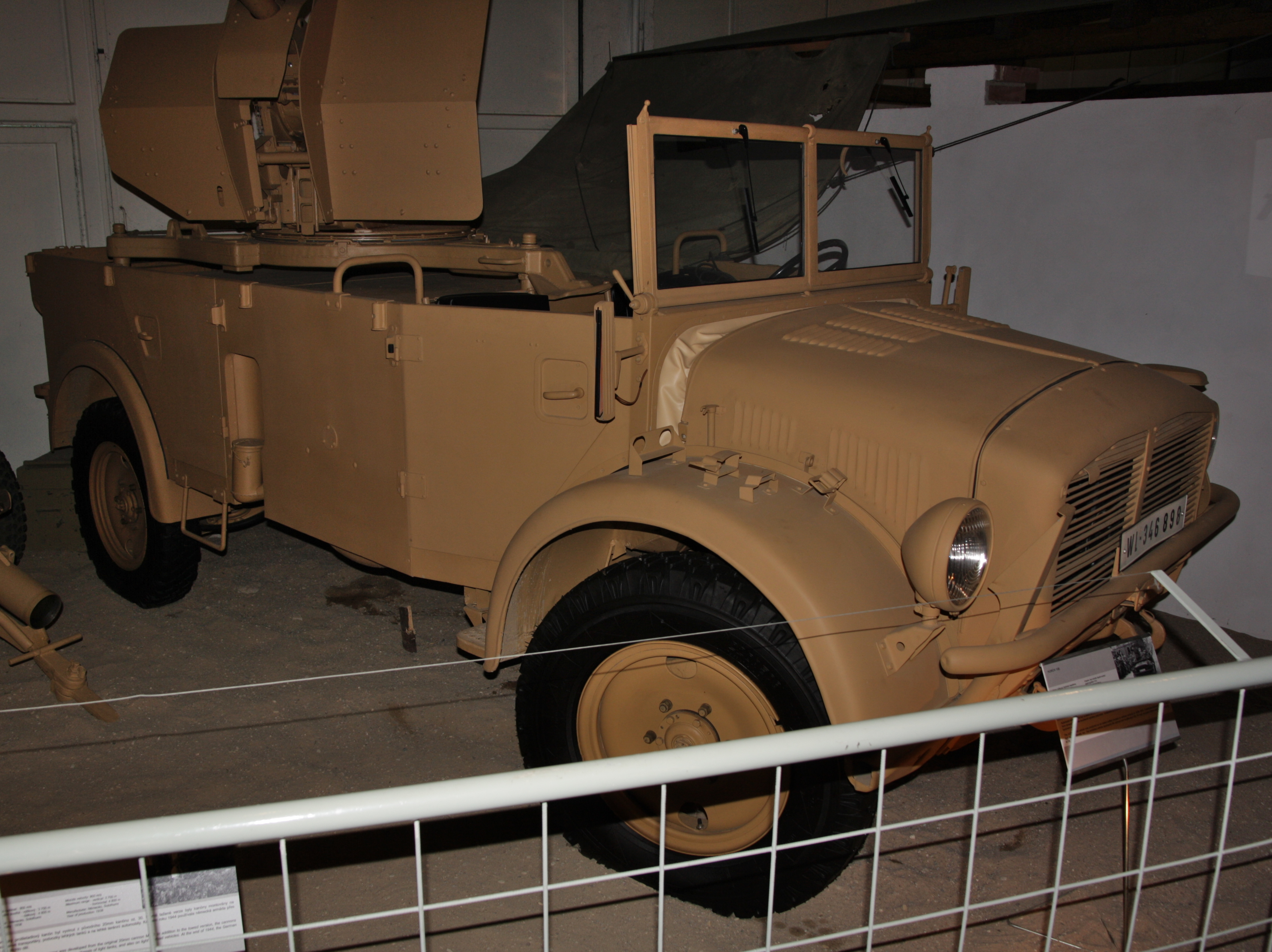
Schwerer geländegängiger Pkw, späte Ausführung mit innenliegenden Reserverädern, Museum Lešany

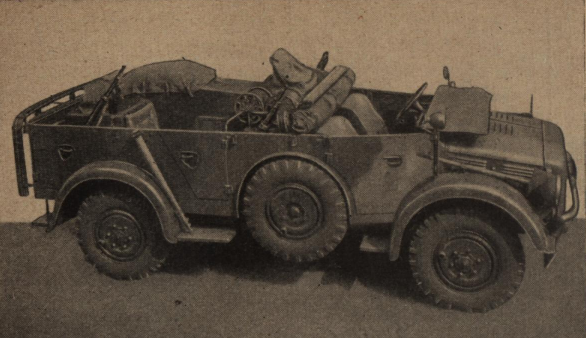
Schwerer Einheits-Pkw als Kfz. 23

Der schwere geländegängige PKW wurde im Zwickauer Werk Horch der Auto Union AG mit V8-Motoren des Typs 830 und von den Kölner Ford-Werken unter Verwendung eigener 3,6-Liter-Achtzylindermotoren des Lkw-Typs V8-51 gebaut. Eingesetzt wurden sie von den Fernmeldetruppen als Funkkraftwagen, Fernsprech- (Kfz. 23) und Verstärkerkraftwagen (Kfz. 24), als Krankenkraftwagen (Kfz. 31), als Protzkraftwagen für leichte Geschütze (Kfz. 69), als Mannschaftskraftwagen (Kfz. 70), leichter Flakkraftwagen (Kfz. 81) und als Scheinwerferkraftwagen für die Flugabwehr (Kfz. 83 I und 83 II). Eine Kleinserie als Kommandeurswagen-Cabriolet, gefertigt bei Horch, ist auch belegt.
Es wurden während der Produktionszeit verschiedene Ausführungen geschaffen, hierbei wurden auch die Fahrgestelle unterschieden. Dies sind in der frühen Ausführung Horch 108 Typ a, Horch 108 Typ 1a, Horch 108 Typ b, Horch 108 Typ 1b, Horch 108 Typ 1c gepanzerte Fahrzeuge auf Typ 1a, Horch 108 Typ 1c gepanzerte Fahrzeuge auf Typ 1b, Ford Typ EGa, Ford Typ EGb und Ford Typ EGd.
Ab Ende 1940 kamen die Horch 108 und Ford EG als „Typ 40“ in die Produktion, doch beide Varianten wurden bei Horch in Zwickau gefertigt, für den Ford wurden jedoch Baugruppen und Motoren angeliefert.
Insgesamt wurden wenig mehr als 10.000 Fahrzeuge produziert. Die Wagen hatten ein Leergewicht von 3300 kg (ohne Allradlenkung 3200 kg). Auch bei diesem Typ entfielen 1940 die Allradlenkung und die beiden mittig außen angebrachten Reserveräder. Obwohl auch hier die eingangs aufgeführten Mängel auftraten und die schwere Handhabung des Fahrzeuges Kritik aufwarf, war der schwere geländegängige PKW der beliebteste der drei Typen des Einheits-PKW-Programms.

#### Einheitsfahrgestell I
Die Dienstvorschrift D 664/5 Einheitsfahrgestell I für s. Pkw nennt es eine „heereseigene Konstruktion, die als Träger verschiedener Aufbauten Verwendung findet (Sd-Kfz 221, 222, 223, 260, 261)“. Als Hersteller wird hier im Druck der Dienstvorschrift vom 3. März 1943 nur die Auto Union AG, Werk Horch genannt. Bei diesem Entwurf war der Motor samt Kühler im Fahrzeugheck platziert.

#### Einheitsfahrgestell II
Der gepanzerte Spähwagen Sd.Kfz. 247 Ausf. B basierte ebenfalls auf dem Einheitsfahrgestell II des schweren geländegängigen PKW.